# Rude (singolo)
Rude è il singolo di debutto della band canadese Magic! estratto il 24 febbraio 2014 dal loro primo album in studio Don't Kill the Magic, raggiungendo subito la posizione numero sei della chart canadese, mentre a livello internazionale la canzone è arrivata in vetta alle classifiche negli Stati Uniti e in Regno Unito e ha raggiunto il picco della top ten nelle classifiche di Australia, Nuova Zelanda, Irlanda, Danimarca, Paesi Bassi e Svezia.

## Composizione
La canzone è stata composta e scritta dalla stessa band sotto l'influenza e basata su una storia veramente accaduta al cantante del gruppo, Nasri, che aveva vissuto un rapporto malsano con una ragazza: nel corso di una discussione con la fidanzata, il cantante ha deciso di fondare con alcuni amici la band. Come lo descrive Nasri, la coppia viveva in quel periodo un'"atmosfera oscura"; Rude presenta nel suo complesso uno stile raggae.

## Video musicale
Il video musicale mostra delle scene in cui Nasri e la sua band cantano e suonano all'interno di un garage alternate ad altrettante scene che mostrano il cantante durante una relazione con la sua fidanzata, interpretata dalla modella Ayla Parker: dopo questo egli chiede più volte al padre (Brian Knudson) della ragazza la sua mano per il matrimonio, ma l'uomo per tutto il video rifiuterà e non spiegherà neppure il perché. Alla fine i due si sposano in gran segreto a poca distanza dal garage in cui la band stava suonando, e la ragazza abbandona per sempre suo padre.
Il video è stato pubblicato su YouTube dalla band il 5 dicembre 2013 e ha ottenuto la certificazione Vevo per aver ricevuto 1 000 000 000 di visualizzazioni.

## Promozione
Il 9 dicembre 2013 la band, ha presentato live per la prima volta, la canzone Rude su Sunrise programma televisivo australiano. Nel giugno 2014, la band si esibì in una versione acustica della canzone in On Air with Ryan Seacrest. Nel mese di luglio, si sono esibiti su The View e al The Tonight Show Starring Jimmy Fallon. Il 10 agosto, invece, si sono esibiti durante la manifestazione dei Teen Choice Awards.

## Tracce
Download digitale
1. Rude – 3:44

CD singolo
1. Rude – 3:45
2. Mama Didn't Raise No Fool – 4:07

## Classifiche

### Classifiche settimanali
| Classifica (2014) | Posizione massima |
| ----------------- | ----------------- |
| Australia         | 2                 |
| Austria           | 3                 |
| Belgio (Fiandre)  | 37                |
| Belgio (Vallonia) | 44                |
| Canada            | 6                 |
| Danimarca         | 3                 |
| Finlandia         | 8                 |
| Francia           | 51                |
| Germania          | 7                 |
| Irlanda           | 2                 |
| Italia            | 11                |
| Norvegia          | 2                 |
| Nuova Zelanda     | 2                 |
| Paesi Bassi       | 5                 |
| Regno Unito       | 1                 |
| Spagna            | 5                 |
| Stati Uniti       | 1                 |
| Svezia            | 2                 |
| Svizzera          | 11                |

### Classifiche di fine decennio
| Classifica (2010-19) | Posizione |
| -------------------- | --------- |
| Stati Uniti          | 74        |